# Windham (New Hampshire)
Windham – miasto w Stanach Zjednoczonych, w stanie New Hampshire, w hrabstwie Rockingham.